# Ян Клейтон де Ліма Разера
Ян Клейтон де Ліма Разера (порт. Yan Cleiton de Lima Razera, нар. 1 травня 1975, Піньялзінью) — бразильський футболіст, що грав на позиції півзахисника. По завершенні ігрової кар'єри — тренер.
Виступав, зокрема, за клуби «Васко да Гама» та «Флуміненсе», а також національну збірну Бразилії.

## Клубна кар'єра
Вихованець клубу «Васко да Гама». За першу команду у чемпіонаті дебютував 5 вересня 1993 року в грі проти «Атлетіко Мінейро» (1:0). З «Васко» він виграв чемпіонат штату Ріо-де-Жанейро — Ліга Каріока двічі, в 1993 і 1994 роках.
У 1995—1996 роках був гравцем «Інтернасьйоналом». У 1996—1997 та 1999—2002 роках він був гравцем «Флуміненсе» з Ріо-де-Жанейро, з яким вилетів у другий дивізіон. У 1997—1999 роках виступав у «Коритібі». З цією командою Ян виграв чемпіонат штату Парана — Ліга Паранаенсе в 1999 році.
У наступні роки він виступав у інших місцевих клубах «Наутіко Капібарібе», «Фламенго», «Греміо» та «Аваї», після чого поїхав до Європи, ставши гравцем португальського «Пенафіела». У «Греміо» 5 грудня 2004 року в грі проти «Сантоса» (1:5) Ян зіграв свій останній матч у бразильській Серії А. Загалом у бразильській лізі він зіграв 136 матчів і забив 11 голів.
Після повернення з Португалії Ян виступав за кілька нижчолігових бразильських клубів і завершив ігрову кар'єру у клубі «Вотораті», за команду якого виступав протягом 2010 року.

## Виступи за збірні
1991 року дебютував у складі юнацької збірної Бразилії (U-17), з якою виграв юнацький чемпіонат Південної Америки. Цей результат дозволив команді пройти і на юнацький чемпіонат світу, де бразильці із Яном дійшли до чвертьфіналу.
Залучався до складу молодіжної збірної Бразилії, з якою став переможцем молодіжного чемпіонату Південної Америки 1992 року в Колумбії та молодіжного чемпіонату світу 1993 року в Австралії.
22 лютого 1995 року Ян зіграв свій єдиний матч у складі національної збірної Бразилії, відігравши товариський матч зі збірною Словаччини (5:0).

## Кар'єра тренера
Розпочав тренерську кар'єру невдовзі по завершенні кар'єри гравця, 2012 року, очоливши тренерський штаб клубу «Сан-Педро», що виступав у третьому дивізіоні чемпіонату штату Ріо-де-Жанейро.

## Титули і досягнення
«Васко да Гама»
- Ліга Каріока: 1993[5], 1994
- Кубок Ріо: 1993

«Корітіба»
- Ліга Паранаенсе: 1999

«Флуміненсе»
- Ліга Каріока: 2002
- Переможець Серії C: 1999

Збірна Бразилії
- Юнацький чемпіон Південної Америки (U-17): 1991
- Молодіжний чемпіонат Південної Америки: 1992
- Молодіжний чемпіонат світу: 1993